# Boxe (film)
Boxe (Split Decisions) è un film del 1988, diretto da David Drury e interpretato da Craig Sheffer, Jeff Fahey, Gene Hackman e Jennifer Beals.

## Trama
Nella parte orientale di New York l'allenatore di pugilato Dan McGuinn sta cercando di preparare uno dei suoi figli, Eddie, a concedersi la possibilità di combattere alle Olimpiadi, mentre l'altro figlio Ray è rimasto tragicamente coinvolto in una truffa del crimine organizzato locale, per aver rifiutato una sconfitta. Eddie ha scoperto, vedendolo da lontano, l'autore dell'omicidio del fratello. Desideroso di vendicare Ray, Eddie decide di affrontare il suo assassino Pedroza, e lo sconfigge sul finire dello scontro, permettendo anche l'arresto della sua gang da parte della polizia.